# Orbital (Band)
Orbital ist ein englisches Electronica-Duo. Es wurde 1987 von den Brüdern Paul und Phil Hartnoll in Dunton Green, Kent gegründet.

## Karriere
Der Name entstammt der Londoner Ringautobahn Motorway M25 („London Orbital“), in deren Nähe in den späteren 1980er und frühen 1990er viele Raves stattfanden. Ihre frühen Singles wie Chime und Satan wurden zu ersten Hits in der jungen Techno-Bewegung.
Das Duo vereint viele Stile der elektronischen Musik. Ihre Musik wurde oft für Soundtracks genutzt, z. B. trugen sie neben Michael Kamen Teile des Scores zum Film Event Horizon bei. Das Lied Halcyon & On & On wurde in den Filmen Hackers – Im Netz des FBI, Girls Club – Vorsicht bissig! und Mortal Kombat verwendet. Im Jahr 2005 war ihr Titel Tunnel Vision unter anderem im Film Football Factory zu hören. Auch für das PlayStation-Spiel WipEout aus dem Jahr 1995 produzierte Orbital einen Exklusiv-Track. Für den Film Octane steuerten sie 2003 den gesamten Soundtrack bei und produzierten ein weiteres Lied des XXX-Soundtracks. Außerdem komponierte das Duo den Soundtrack für den Film Pusher im Jahr 2012
Von 2004 bis 2008 arbeiteten beide Brüder an getrennten Projekten. Paul Hartnoll veröffentlichte 2007 sein Solo-Album The Ideal Condition, Phil Hartnoll veröffentlichte mit Nick Smith als Long Range das Album Madness and Me.
Seit 2009 spielen Orbital wieder Konzerte. 2012 erschien mit Wonky ein weiteres Studioalbum. Im Oktober 2011 wurde auf der Website als Teaser für das neue Album das Stück Never als freier Download veröffentlicht. 2018 folgte das Album Monsters Exist.

## Diskografie

### Studioalben
| Jahr | Titel                   | Höchstplatzierung, Gesamtwochen, AuszeichnungChartplatzierungen (Jahr, Titel, Platzierungen, Wochen, Auszeichnungen, Anmerkungen) | Höchstplatzierung, Gesamtwochen, AuszeichnungChartplatzierungen (Jahr, Titel, Platzierungen, Wochen, Auszeichnungen, Anmerkungen) | Anmerkungen                              |
| Jahr | Titel                   | UK | US | Anmerkungen                              |
| ---- | ----------------------- | --- | --- | ---------------------------------------- |
| 1991 | Orbital („Green Album“) | UK71 Silber · (1 Wo.)UK | — | Erstveröffentlichung: 30. September 1991 |
| 1993 | Orbital („Brown Album“) | UK13 Silber · (3 Wo.)UK | — | Erstveröffentlichung: 24. Mai 1993       |
| 1994 | Snivilisation           | UK4 Silber · (5 Wo.)UK | — | Erstveröffentlichung: 8. August 1994     |
| 1996 | In Sides                | UK5 Gold · (17 Wo.)UK | — | Erstveröffentlichung: 29. April 1996     |
| 1999 | The Middle of Nowhere   | UK4 Silber · (8 Wo.)UK | US191 (1 Wo.)US | Erstveröffentlichung: 5. April 1999      |
| 2001 | The Altogether          | UK11 Silber · (5 Wo.)UK | — | Erstveröffentlichung: 30. April 2001     |
| 2004 | Blue Album              | UK44 (2 Wo.)UK | — | Erstveröffentlichung: 21. Juni 2004      |
| 2012 | Wonky                   | UK22 (3 Wo.)UK | — | Erstveröffentlichung: 2. April 2012      |
| 2018 | Monsters Exist          | UK12 (1 Wo.)UK | — | Erstveröffentlichung: 14. September 2018 |
| 2023 | Optical Delusion        | UK6 (1 Wo.)UK | — | Erstveröffentlichung: 17. Februar 2023   |

### Livealben
| Jahr | Titel        | Höchstplatzierung, Gesamtwochen, AuszeichnungChartsChartplatzierungen (Jahr, Titel, Platzierungen, Wochen, Auszeichnungen, Anmerkungen) | Anmerkungen                |
| Jahr | Titel        | UK | Anmerkungen                |
| ---- | ------------ | --- | -------------------------- |
| 1997 | Satan (Live) | UK48 (2 Wo.)UK | Erstveröffentlichung: 1997 |

### Kompilationen
| Jahr | Titel          | Höchstplatzierung, Gesamtwochen, AuszeichnungChartsChartplatzierungen (Jahr, Titel, Platzierungen, Wochen, Auszeichnungen, Anmerkungen) | Anmerkungen                         |
| Jahr | Titel          | UK | Anmerkungen                         |
| ---- | -------------- | --- | ----------------------------------- |
| 1994 | Peel Sessions  | UK32 (2 Wo.)UK | Erstveröffentlichung: 7. März 1994  |
| 2002 | Work 1989–2002 | UK36 (3 Wo.)UK | Erstveröffentlichung: 3. Juni 2002  |
| 2022 | 30 Something   | UK19 (1 Wo.)UK | Erstveröffentlichung: 29. Juli 2022 |

Weitere Kompilationen
- 1994: Diversions
- 2002: Back to Mine
- 2005: Halcyon
- 2007: Live at Glastonbury 1994–2004
- 2009: Orbital 20

### EPs
| Jahr | Titel       | Höchstplatzierung, Gesamtwochen, AuszeichnungChartsChartplatzierungen (Jahr, Titel, Platzierungen, Wochen, Auszeichnungen, Anmerkungen) | Anmerkungen                           |
| Jahr | Titel       | UK | Anmerkungen                           |
| ---- | ----------- | --- | ------------------------------------- |
| 1991 | III         | UK31 (4 Wo.)UK | Erstveröffentlichung: 7. Januar 1991  |
| 1992 | Mutations   | UK24 (3 Wo.)UK | Erstveröffentlichung: 3. Februar 1992 |
| 1992 | Radiccio    | UK37 (2 Wo.)UK | Erstveröffentlichung: 1992            |
| 2002 | Rest & Play | UK33 (3 Wo.)UK | Erstveröffentlichung: 2002            |

### Soundtracks
| Jahr | Titel                                   | Höchstplatzierung, Gesamtwochen, AuszeichnungChartsChartplatzierungen (Jahr, Titel, Platzierungen, Wochen, Auszeichnungen, Anmerkungen) | Anmerkungen                                             |
| Jahr | Titel                                   | UK | Anmerkungen                                             |
| ---- | --------------------------------------- | --- | ------------------------------------------------------- |
| 1997 | Event Horizon – Am Rande des Universums | UK83 (1 Wo.)UK | Erstveröffentlichung: 25. August 1997 mit Michael Kamen |

Weitere Soundtracks
- 2003: Octane – Grausamer Verdacht
- 2012: Pusher

### Singles
| Jahr | Titel Album                                | Höchstplatzierung, Gesamtwochen, AuszeichnungChartplatzierungen (Jahr, Titel, Album, Platzierungen, Wochen, Auszeichnungen, Anmerkungen) | Höchstplatzierung, Gesamtwochen, AuszeichnungChartplatzierungen (Jahr, Titel, Album, Platzierungen, Wochen, Auszeichnungen, Anmerkungen) | Anmerkungen                                       |
| Jahr | Titel Album                                | DE | UK | Anmerkungen                                       |
| ---- | ------------------------------------------ | --- | --- | ------------------------------------------------- |
| 1989 | Chime Orbital („Green Album“)              | — | UK17 (7 Wo.)UK | Erstveröffentlichung: Dezember 1989               |
| 1990 | Omen –                                     | — | UK46 (3 Wo.)UK | Erstveröffentlichung: 1990                        |
| 1993 | Lush 3 Orbital („Brown Album“)             | — | UK43 (2 Wo.)UK | Erstveröffentlichung: August 1993                 |
| 1994 | Are We Here? Snivilisation                 | — | UK33 (2 Wo.)UK | Erstveröffentlichung: 1994 feat. Alison Goldfrapp |
| 1995 | Belfast / Innocent X –                     | — | UK53 (2 Wo.)UK | Erstveröffentlichung: 1995 mit Therapy?           |
| 1996 | The Box In Sides                           | — | UK11 (4 Wo.)UK | Erstveröffentlichung: 15. April 1996              |
| 1996 | Satan (Live) –                             | — | UK3 (7 Wo.)UK | Erstveröffentlichung: 30. Dezember 1996           |
| 1997 | The Saint (Soundtrack)                     | DE87 (2 Wo.)DE | UK3 (11 Wo.)UK | Erstveröffentlichung: 7. April 1997               |
| 1999 | Style The Middle of Nowhere                | — | UK13 (5 Wo.)UK | Erstveröffentlichung: 8. März 1999                |
| 1999 | Nothing Left The Middle of Nowhere         | — | UK32 (2 Wo.)UK | Erstveröffentlichung: 5. April 1999               |
| 2000 | Beached The Beach (Soundtrack)             | — | UK36 (3 Wo.)UK | Erstveröffentlichung: 2000 mit Angelo Badalamenti |
| 2001 | Funny Break (One Is Enough) The Altogether | — | UK21 (3 Wo.)UK | Erstveröffentlichung: 2001                        |
| 2004 | One Perfect Sunrise Blue Album             | — | UK29 (2 Wo.)UK | Erstveröffentlichung: 2004                        |

Weitere Singles
- 1991: Midnight / Choice
- 1995: Times Fly
- 2000: Kraftwerk - Expo 2000 (Orbital Mix)
- 2001: Illuminate
- 2010: Don’t Stop Me / The Gun Is Good
- 2012: New France
- 2012: Wonky
- 2019: Buried Deeper Within